# Federico I di Sassonia
Federico I di Sassonia, detto anche Federico IV il Bellicoso, in lingua tedesca Friedrich IV. der Streitbare (Dresda, 29 marzo 1369 – Altenburg, 4 gennaio 1428), appartenente al casato dei Wettin, fu marchese di Meißen, langravio di Turingia e principe elettore di Sassonia.
Era figlio di Federico III di Meißen e di Caterina di Henneberg.

## Biografia
Nel 1382, dopo la morte del padre, con la suddivisione di Chemnitz, ebbe in eredità, insieme ai fratelli Guglielmo II di Meißen e Giorgio (tutti e tre sotto la tutela della loro madre, Caterina di Henneberg fino al 1390), Osterland, Landsberg, il Pleißnerland, Orlamünde, Kahla, Jena e Naumburg.
Dopo la morte dello zio Guglielmo I di Meißen (1407), che aveva avuto in eredità dal padre di Federico il margraviato di Meißen, regnò sul medesimo con il fratello Guglielmo II di Meißen e con il cugino Federico IV di Meißen e di Turingia.
Nel 1409 fondò, insieme al fratello Guglielmo, l'Università di Lipsia.
Dopo le spartizioni del territorio del 1410 e del 1415, gli toccò il margraviato di Meißen come signoria unica. Dal 1420 prese parte, a fianco dell'imperatore Sigismondo, alla Crociata Hussita e nell'agosto del 1421 riuscì ad ottenere presso Most uno dei pochi successi militari contro gli Hussiti. Per questo suo successo il 6 gennaio del 1423 gli fu riconosciuta la signoria anche sul ducato di Sassonia-Wittenberg e sulla contea palatina di Sassonia. Con questi riconoscimenti Federico divenne duca e principe elettore, assumendo il nome di Federico I.
Tuttavia, nel 1424, fece parte dell'opposizione dei Principi elettori, che si associarono nel Binger Kurverein contro re Sigismondo. A quest'ultimo riuscì tuttavia di portare dalla sua parte Federico, il che indebolì il fronte dei principi. La cerimonia dell'assegnazione dei benefici con l'attribuzione del titolo di Principe elettore ebbe luogo per tutto ciò solo il 1º agosto del 1425 a Ofen.
Dopo il decesso del fratello Guglielmo, Federico divenne signore di tutti i territori dei Wettin con la sola eccezione del langraviato di Turingia. Quando, nel 1428, Federico morì, fu sepolto in una cappella del Duomo di Meißen.

## Matrimonio e discendenza
Il 7 febbraio 1402 Federico sposò Caterina di Braunschweig-Lüneburg, figlia di Enrico di Brunswick-Lüneburg, ma solo dopo dieci anni alla coppia nacque il primo figlio, cui seguirono altri cinque:
- Federico, che divenne principe elettore di Sassonia con il nome di Federico II di Sassonia
- Sigismondo (1416–1471), vescovo di Würzburg
- Anna (1420 - 1462), andata sposa al langravio Ludovico I di Assia (1402–1458)
- Caterina (1421 - 1476), andata sposa al principe elettore Federico II di Brandeburgo
- Enrico (1422 - 1435)
- Guglielmo, che sposò Anna d'Asburgo e che successe al fratello Federico nel 1445 come Principe elettore di Sassonia con il nome di Guglielmo III

## Ascendenza
|                                       |   |                                   | Genitori                       |  |  | Nonni |  |  | Bisnonni             |  |  | Trisnonni            |  |
|                                       |   |                                   |                                |  |  |       |  |  | Federico I di Meißen |  |  | Alberto II di Meißen |  |
|                                       |   |                                   |                                |  |  |       |  |  | Federico I di Meißen |  |  | Alberto II di Meißen |  |
|                                       |   | Margherita di Sicilia             |                                |  |  |       |  |  | Federico I di Meißen |  |  |                      |  |
| Federico II di Meißen                 |   |                                   |                                |  |  |       |  |  | Federico I di Meißen |  |  |                      |  |
|                                       |   | Elisabetta di Lobdeburg-Arnshaugk | Otto IV di Lobdeburg-Arnsgauck |  |  |       |  |  |                      |  |  |                      |  |
|                                       |   | Elisabetta di Lobdeburg-Arnshaugk | Otto IV di Lobdeburg-Arnsgauck |  |  |       |  |  |                      |  |  |                      |  |
|                                       |   | Elisabetta di Lobdeburg-Arnshaugk | …                              |  |  |       |  |  |                      |  |  |                      |  |
| Federico III di Meißen                |   | Elisabetta di Lobdeburg-Arnshaugk |                                |  |  |       |  |  |                      |  |  |                      |  |
|                                       |   | Ludovico il Bavaro                | Ludovico II del Palatinato     |  |  |       |  |  |                      |  |  |                      |  |
|                                       |   | Ludovico il Bavaro                | Ludovico II del Palatinato     |  |  |       |  |  |                      |  |  |                      |  |
|                                       |   | Ludovico il Bavaro                | Matilde d'Asburgo              |  |  |       |  |  |                      |  |  |                      |  |
| Matilde di Baviera                    |   | Ludovico il Bavaro                |                                |  |  |       |  |  |                      |  |  |                      |  |
|                                       |   | Beatrice di Slesia-Glogau         | Bolko I di Świdnica            |  |  |       |  |  |                      |  |  |                      |  |
|                                       |   | Beatrice di Slesia-Glogau         | Bolko I di Świdnica            |  |  |       |  |  |                      |  |  |                      |  |
|                                       |   | Beatrice di Slesia-Glogau         | Beatrice del Brandeburgo       |  |  |       |  |  |                      |  |  |                      |  |
| Federico I di Sassonia                |   | Beatrice di Slesia-Glogau         |                                |  |  |       |  |  |                      |  |  |                      |  |
|                                       | … | …                                 |                                |  |  |       |  |  |                      |  |  |                      |  |
|                                       | … | …                                 |                                |  |  |       |  |  |                      |  |  |                      |  |
|                                       | … | …                                 |                                |  |  |       |  |  |                      |  |  |                      |  |
| Enrico VIII di Henneberg-Schleusingen | … |                                   |                                |  |  |       |  |  |                      |  |  |                      |  |
|                                       |   | …                                 | …                              |  |  |       |  |  |                      |  |  |                      |  |
|                                       |   | …                                 | …                              |  |  |       |  |  |                      |  |  |                      |  |
|                                       |   | …                                 | …                              |  |  |       |  |  |                      |  |  |                      |  |
| Caterina di Henneberg                 |   | …                                 |                                |  |  |       |  |  |                      |  |  |                      |  |
|                                       |   | …                                 | …                              |  |  |       |  |  |                      |  |  |                      |  |
|                                       |   | …                                 | …                              |  |  |       |  |  |                      |  |  |                      |  |
|                                       |   | …                                 | …                              |  |  |       |  |  |                      |  |  |                      |  |
| Jutta di Brandeburgo                  |   | …                                 |                                |  |  |       |  |  |                      |  |  |                      |  |
|                                       |   | …                                 | …                              |  |  |       |  |  |                      |  |  |                      |  |
|                                       |   | …                                 | …                              |  |  |       |  |  |                      |  |  |                      |  |
|                                       |   | …                                 | …                              |  |  |       |  |  |                      |  |  |                      |  |
|                                       |   | …                                 |                                |  |  |       |  |  |                      |  |  |                      |  |